# 今村圭佑
今村 圭佑（いまむら けいすけ、1988年 - ）は、日本のカメラマン、撮影技師、撮影監督。富山県出身。富山県立八尾高等学校、日本大学芸術学部映画学科撮影・録音コース 卒業。

## 略歴
大学在学中より藤井道人らと自主映画を独学で撮影。2011年に大学を卒業。卒業後はKIYO（清川耕史）に約2年師事し、撮影技師として24歳でデビュー。映画・CM・MVのカメラマン、撮影監督として活動。
米津玄師、あいみょん、乃木坂46など数多くのアーティストのMV撮影、多数の企業（Google、Canon、Microsoft、JR、SoftBank、セブンイレブン、earth music&ecology など）のCM撮影を務める。
2020年、撮影と監督を担当した映画「燕 Yan」にて長編監督デビュー。

## 撮影作品

### 映画
- 『東京モラトリアム』（2010年）監督 : 藤井道人[7]
- 『ここから、』（2010年）監督: 原廣利[8]
- 『SLOW LAND』（2011年）監督 : 藤井道人[9]
- 『お金夢その他諸々』（2011年）監督 : 藤井道人[10]
- 『埃』（2011年）監督 : 藤井道人[11]
- 『A LITTLE WORLD』（2011年）監督 : 藤井道人[12]
- 『そのうちぼくらは』（2011年）監督 : 藤井道人[13]
- 『Faint Light』（2012年）監督: 原廣利[14]
- 『HaRujion』（2012年）監督: 原廣利[15]

- 『けむりの街の、より善き未来は』（2012年）監督 : 藤井道人[16]
- 『カナタ、遠く』（2013年）監督 : 藤井道人[17]
- 『ある戦士たちの放課後』（2013年）監督 : 藤井道人[18]
- 『ほしふるよるに』（2013年）監督 : 藤井道人[19]
- 『ありがとう。』（2013年）監督: 原廣利[20]
- 『幻肢』（2014年）監督 : 藤井道人[21]
- 『寄り添う』（2014年）監督 : 藤井道人
- 『ハヌル SKY』（2014年）監督 : 門馬直人
- 『TOKYO CITY GIRL』（2015年）監督 : 藤井道人
- 『パラノイア』（2015年）監督 : 丹野雅仁
- 『7s』（2015年）監督 : 藤井道人
- 『美女捨山』（2016年）監督 : 竹重洋平
- 『スリリングな日常』（2016年）監督 :  熊澤尚人
- 『ホテルコパン』（2016年）監督 : 門馬直人
- 『星ガ丘ワンダーランド』（2016年) 監督 : 柳沢翔[22]
- 『帝一の國』（2017年）監督 : 永井聡
- 『光と血』（2017年）監督 : 藤井道人
- 『おじいちゃん、死んじゃったって。』（2017年）監督 : 森ガキ侑大
- 『ユリゴコロ』 （2017年）監督 : 熊澤尚人
- 『志乃ちゃんは自分の名前が言えない』（2018年）監督 : 湯浅弘章
- 『ごっこ』（2018年）監督 : 熊澤尚人[23]
- 『デイアンドナイト』（2019年）監督 : 藤井道人
- 『新聞記者』（2019年）監督 : 藤井道人
- 『ホットギミック　ガールミーツボーイ』（2019年）監督 : 山戸結希
- 『サヨナラまでの30分』（2020年）監督 : 萩原健太郎
- 『燕 Yan』（2020年）監督 : 今村圭佑
- 『約束のネバーランド』（2020年）監督 : 平川雄一朗
- 『ヤクザと家族 The Family』（2021年）監督 : 藤井道人
- 『余命10年』（2022年）監督 : 藤井道人
- 『Adam by Eve: A Live in Animation』（2022年）[24]
- 『沙良ちゃんの休日』（2022年）監督 : 山田孝之
- 『百花』（2022年）監督 : 川村元気
- 『最後まで行く』（2023年）監督 : 藤井道人
- 『リボルバー・リリー』（2023年）監督 : 行定勲
- 『パレード』（2024年）監督 : 藤井道人
- 『四月になれば彼女は』（2024年）監督 : 山田智和
- 『青春18×2 君へと続く道』（2024年）監督 : 藤井道人
- 『アット・ザ・ベンチ』（2024年）監督 : 奥山由之
- 『サンセット・サンライズ』（2025年）監督 : 岸善幸
- 『8番出口』（2025年）監督 : 川村元気

### ドラマ
- 『dele』1、2、5、最終話（2018年）[25]
- 『アバランチ』（2021年）
- 『新聞記者』（2022年）
- 『イクサガミ』（2025年）

### ミュージック・ビデオ
- 乃木坂46「気づいたら片想い」（2014年）監督 : 柳沢翔
- 乃木坂46「無口なライオン」（2014年）監督 : 湯浅弘章
- JASMINE 「「sad to say」anniversary」（2014年）監督 : 萩原健太郎[26]
- 乃木坂46「私、起きる。」（2014年）監督 : 柳沢翔
- 乃木坂46「あの日 僕は咄嗟に嘘をついた」（2014年）監督 : 湯浅弘章
- AKB48「歌いたい」（2014年）監督 : 池田一真[27]
- ハルカトミユキ「世界」（2015年）監督 : 藤井道人[28]
- ゆず「ポケット」（2015年）監督 : 池田一真[29]
- 乃木坂46「ごめんね ずっと…」（2015年）監督 :山戸結希
- 乃木坂46「立ち直り中」（2015年）監督 : 湯浅弘章
- 乃木坂46「太陽ノック」（2015年）監督 : 三石直和
- 柴咲コウ「野性の同盟」（2015年）監督 : 山田智和
- V6「Wait for You」（2015年）監督 : 本郷伸明[30]
- ナオト・インティライミ「未来へ」（2016年）監督 : 藤井道人[31]
- 欅坂46「世界には愛しかない」　（2016年）監督 : 池田一真[4]
- Yogee New Waves「SAYONARAMATA」（2017年）監督 : 森ガキ侑大[32]
- ザ・チェインスモーカーズ＆コールドプレイ「サムシング・ジャスト・ライク・ディス」日本版（2017年）監督 : 川村元気[33]
- 米津玄師「Lemon」（2018年）監督 : 山田智和[34]
- SHISHAMO「水色の日々」（2018年）監督 : 山岸聖太
- 菅田将暉「ロングホープ・フィリア」（2018年）監督 : 谷山剛[35]
- 佐藤千亜妃「Summer Gate」（2018年）監督 : 山田智和
- DAOKO「終わらない世界で」（2018年）監督 : 山戸結希
- 堀込泰行「WHAT A BEAUTIFUL NIGHT」（2018年）監督 : 山田智和
- Nulbarich 「VOICE」（2018年）監督 : 山田智和
- RUANN「LOVE & HOPE」（2018年）監督 : 池田一真[36]
- 足立佳奈「ウタコク」（2019年）監督 : 西堀真澄[37]
- King Gnu 「The hole」（2019年）監督 : 内山拓也[38]
- サカナクション「ナイロンの糸」（2019年）監督 : 山田智和[39]
- ハルレオ「さよならくちびる」（2019年）監督 : 山田智和
- End of the World「Lost ft. Clean Bandit」（2019年）監督 : 山田智和
- あいみょん「さよならの今日に」（2020年）監督 : 山田智和
- 宮本浩次「ハレルヤ」（2020年）監督 : 大根仁
- CHAI「NO MORE CAKE」（2020年）監督 : 堀田英仁
- KID FRESINO「Cats & Dogs feat. カネコアヤノ」（2020年）監督 : 山田智和
- 米津玄師「カムパネルラ」（2020年）監督 : 山田智和
- Attractions「Last Magic」（2020年）監督 : 堀田英仁
- 日向坂46「アザトカワイイ」（2020年）監督 : 白石剛浩
- PUNPEE「Wonder Wall feat. 5lack」（2020年）監督 : 山田智和
- Mr.Children「Documentary film」（2020年）監督 : OSRIN
- 宇野実彩子「最低な君にさっきフラれました」（2020年）監督 : 藤井道人[40]
- にしな 「ダーリン」（2021年）監督 : 内山拓也[41]
- millennium parade 「FAMILIA」（2021年）監督 : 藤井道人
- あいみょん「桜が降る夜は」（2021年）監督 : 山田智和
- SixTONES「マスカラ」（2021年）監督 : 芳賀陽平[42]
- RADWIMPS「うるうびと」（2022年）監督 : 藤井道人
- C.O.S.A. 「Mikiura feat. KID FRESINO」（2022年）監督 : 堀田英仁
- KID FRESINO「rose」（2023年）監督 : 山田智和[43]
- あいみょん「初恋が泣いている」（2022年）監督 : 山田智和
- KANDYTOWN「You Came Back ft. KEIJU, IO, Holly Q, Gottz」（2022年）監督 : 堀田英仁
- Vaundy「瞳惚れ」（2022年）監督 : 渡邊哲
- Awich「Bad B*tch 美学 Remix (Prod. Chaki Zulu) 」（2023年）監督 : 堀田英仁
- 宇多田ヒカル「Gold ～また逢う日まで～」（2023年）監督 : 山田智和
- あいみょん「あのね」（2023年）監督 : 山田智和[44]
- 宇多田ヒカル「何色でもない花」（2024年）監督 : 山田智和
- 米津玄師「さよーならまたいつか!」[2024年）監督 : 山田智和
- 米津玄師「がらくた」（2024年）監督 : 渡邊哲
- 米津玄師「Azalea」（2024年）監督 : 山口祐果
- 宇多田ヒカル「Mine or Yours」（2025年）監督 : 山田智和

### CM
- 森永乳業「トロピココ・ボルダリング」（2014年）出演: ジェイミー夏樹、監督: 萩原健太郎[45]
- Google、ポケモン「Google Maps: Pokemon Challenge」(2014年）監督 : 柳沢翔[4]
- ポケモン、任天堂、Niantic Lab「Pokémon GO 初公開映像」（2015年）監督 : 柳沢翔[46]
- リンコン「もうひとりの母」（2015年）監督 : 森ガキ侑大[47]
- ホテル椿山荘東京「父と娘」（2015年）監督 : 湯浅弘章[48]
- 資生堂 「Snow Beauty」（2015年）出演 : 二階堂ふみ、星野源、監督 : 萩原健太郎[49]
- 片岡物産 バンホーテン ミルクココア「MAMAMETAL」（2015年）監督: 松山茂雄[50]
- KeePer「ミラー」（2016年）監督 : 森ガキ侑大[51]
- サントリー 愛鳥活動「未来への糸 Line of life Project」（2016年）監督 : 鈴木童也[52]
- 学校法人日本教育財団 首都医校・大阪医専・名古屋医専「Real Stories」（2016年）監督 : 鈴木童也[53]
- JES「必要とされるものほど、見えないところにある／キングの矜持」（2016年）出演 : 三浦知良[4]
- SEA BREEZE「娘に贈る手紙」（2016年）監督 : 原廣利[54]
- ゆうちょ銀行「ゆうちゃん。」（2016年）出演 : 本木雅弘、監督 : 中島哲也[55]
- サントリー「GREEN DA・KA・RA グリーンダカラちゃん未来へ行く」（2016年）監督 : 永井聡[56]
- ポケモン「ポケットモンスター サン・ムーン ジブンを超えよう。」（2016年）監督 : 藤井道人[57]
- ポケモン、任天堂、Niantic Lab「Pokémon GO Adventure Together! 伝説のポケモンに挑め！」（2017年）監督 : 柳沢翔[58]
- 日清食品「カップヌードルナイス 冒険のおわり」（2017年）[4]
- 日清食品 どん兵衛 鴨だしそば「鴨飛んでる」（2017年）出演 : 佐藤健、加山雄三 監督 : 八木敏幸[59]
- 日清食品 カップヌードル「7 SAMURAI」（2017年）監督 : 大野大樹[60]
- ブルボン アルフォート120秒映画「ぼくの道」（2017年）出演 : 坂口健太郎、監督 : 山戸結希
- SIE「Destiny 2 Freestyle Playground」（2017年）監督 : 志賀匠[61]
- キヤノン「僕たちは今日、お別れします。」（2017年）出演 : 成田凌[4]
- ゆうちょ銀行「みんなの、ここに。」（2017年）出演 : 本木雅弘、監督 : 中島哲也[62]
- コンバース「BASUMOKET BALL」（2017年）[4]
- サントリー「サントリー天然水 水の山行ってきた 奥大山」（2017年）出演 : 宇多田ヒカル、監督 : 永井聡[63]
- リクナビ「いこうぜ、俺たち」(2018年)[64] 出演 : 葉山奨之、武田玲奈 監督 : 大野大樹[65]
- LIXIL「オリパラにしこリクシル 人形篇」(2018年) 監督 : 萩原健太郎[66]
- キッコーマン デルモンテ リコピンリッチ 「キレイ」篇 (2018年) 出演: 立石晴香 監督: 中村剛[67]
- アシックス「HELLO ME」（2018年）出演 : 土屋太鳳[4]
- 東京2020オリンピック・パラリンピック「ボランティア募集」（2018年）出演 : 広瀬すず
- EDOSEN「福祉のプロになる。」（2018年）出演 : のん、監督 : 太田良[68]
- マルハン「いいジャン・ジャパニーズ娯楽！」出演 : ジャン・レノ 監督 : 中島信也[69]
- GMOクリック証券「Life is a Revolution.」（2019年）出演 : 新垣結衣、監督 : 山田智和[70]
- ソフトバンク「ギガ国物語『旅立ち』」（2019年）出演 : 岡田准一、土屋太鳳、白石麻衣、北村匠海 監督 : 森ガキ侑大[71]
- ソフトバンク 「白戸家 映画を観る」（2019年）出演 : 上戸彩、樋口可南子、杉咲花、ダンテ・カーヴァー、監督 : 永井聡[72]
- カゴメ「GO！ME. 進め、いけ。」（2019年）出演 : ねお、KEYTALK、飯田里穂、新井陽次郎
- ロッテ「クーリッシュを愛しすぎた男」（2019年）出演 :竹内涼真 監督 : 金野恵利香[73]
- スクウェア・エニックス「FINAL FANTASY VII REMAKE 特別長編CM」（2019年）出演 : 窪田正孝、森田望智、玉山鉄二、監督 : 山岸聖太
- SAINT LAURENT × i-D Japan 出演 : 清原翔、藤井夏恋（2019年）監督 : 山田智和
- ティファニー×ゼクシィ「TIFFANY BLUE」（2019年）出演 : 仲野太賀、森七菜、監督 : 山田智和
- Tod's「Nana Eikura in Sounds of a Planet」（2020年）出演 : 榮倉奈々、監督 : 山田智和
- PRADA「Where is UFO?」（2020年）監督 : 山田智和
- 資生堂 レシピスト「一緒にスキンケア」（2020年）主演 : 土屋太鳳、横浜流星 監督 : 藤井道人
- じゃらん 30周年特別記念フィルム「ここではないどこかで」（2020年）出演 : 成田凌、森七菜、監督 : 川村元気
- 大塚製薬 カロリーメイト「2020年、夏、部活。」（2020年）監督 : ⼤野⼤樹[74]
- Levi’s「TYPE 1 JEANS」（2020年）出演 : 宮沢氷魚、石橋静河、監督 : 内山拓也
- 三井住友カード「次世代カード登場」「清原翔人（かーど）〜アプリ」（2020年）出演 : 清原翔、四千頭身 監督 : 平田大輔[75]
- サントリー 翠「居酒屋で飲むジンソーダ〜それはまだ、流行っていない〜」（2020年）出演: 桜井ユキ、角田晃広 監督: 箱田優子[76]
- 資生堂「サステナブル・ビューティー・アクションズ」Web動画（2020年）監督 : 金野恵利香[77]
- ハイセンス「シンプルで豊かな暮らし」(2021年) 出演 : 綾野剛 監督 : 金野恵利香[78]
- 東京ガス「先まわりする女性」「防災の話をしよう」(2021年) 監督 : 金野恵利香[79][80]
- 大和ハウス工業「生きる場所へ」(2021年) 出演: 松坂桃李 [81]
- アサヒビール アサヒ ザ・リッチ 「夏のザ・リッチ」篇 (2021年) 出演: 竹野内豊、長澤まさみ、北大路欣也、仲野太賀 監督:太田良[82]
- ABCマート「走れ、青春男子。」（2021年）出演: 横田真悠 監督: 伊勢田世山[83]
- 大正製薬「リポビタン」（2021年）出演: 木村拓哉 監督: 大野大樹[84]
- マクドナルド「マックのおうち」（2021年）監督: 大野大樹[85]
- 毎日新聞社 創刊150年「聞こえない声　子どもたち」（2022年）監督: 金野恵利香[86]
- WINTICKET「8時半だよ。競輪集合。」他 （2022年）出演: オダギリジョー、窪塚洋介 監督: 佐藤渉
- 大塚製薬 カロリーメイト 「⼊学から、この世界だった僕たちへ。」（2022年）監督 : 大野大樹[87]
- 京王電鉄「ベストシーズンは、春夏秋冬です。高尾山」（2022年）出演: 清原果耶 監督: 志賀匠[88]
- 大塚製薬 カロリーメイト「今日、部長になった」（2023年）監督 : 大野大樹
- 大塚食品 MATCH「おつかれさマッチタイムリープキャンペーン」（2023年）出演: 影山優佳 監督: 横堀光範[89]
- リクルート ホットペッパービューティー「復活」（2023年）出演: 窪塚洋介 監督: 佐藤渉[90]
- サントリー 翠 「ホアジャオな出会い〜それはもう、流行っちゃうかも〜」（2023年）出演: 夏帆、角田晃広（東京03）監督: 箱田優子[91]
- ソフトバンク 「チチンペイペイ劇団来日」（2023年）出演: 中居正広、劇団ひとり 監督: 田中嗣久[92]
- 湖池屋 ピュアポテト「この男、ピュアにつき。」篇 出演: 横浜流星 監督: 藤井道人[93]
- OWNDAYS「居酒屋」篇（2023年）出演: 浅野忠信 監督: 佐藤渉[94]
- クラシエホームプロダクツ いち髪「いち髪 絹髪のちから」篇（2023年）出演: 永野芽郁 監督: 金野恵利香[95]
- マイナビ転職「出会い」篇（2024年）出演: 池松壮亮、一ノ瀬ワタル 監督: 佐藤渉[96]
- 三井不動産 「三井のすずちゃん 宇宙」篇（2024年）出演: 広瀬すず 監督: 松山茂雄[97]
- マクドナルド 朝マック / アゲアゲの朝「ハッシュポテト」（2025年）出演: 岡田准一、山田杏奈 監督: 佐藤渉[98]
- 三井不動産 「三井のすずちゃん 経年優化」篇（2025年）出演: 広瀬すず 監督: 松山茂雄[99]
- 丸亀製麺「カイトとホクトのうどーなつ日和」（2025年）出演: 髙橋海人、松村北斗 監督: 金野恵利香[100]

### その他
- LOTTE SWEET FILMS 「class work」（2014年）出演 : 花坂椎南 監督 : 榊原有佑[101]
- 乃木坂46ショートムービー「天体望遠鏡」（2014年）監督 : 湯浅弘章[102]
- 乃木坂46ショートムービー「インスタントカメラ」（2015年）監督 : 湯浅弘章[103]
- ミニドラマ『北陸新幹線／Friend-Ship Project ～親子のバトン～』（2015年）監督 : 萩原健太郎[104]
- 乃木坂46ショートムービー「行くあてのない僕たち」（2016年）監督 : 湯浅弘章[105]
- 集英社 「キングダム連載10周年実写特別動画」（2016年）出演 : 山﨑賢人 監督 : 大野大樹[106][107]
- 8K/HDRオリジナル作品「LUNA」（2016年）監督 : 池田一真[108]
- 映画「来る」オープニング（2018年）監督 : 鎌谷聡次郎
- 新しい地図「Brand film」（2018年）監督 : 田中秀幸[109]
- ショートフィルム「LAYERS」（2022年）監督 : 内山拓也[110]
- 映画「余命10年」写真集（2022年）
- 日藝100周年記念動画（2022年）監督 : 藤井道人[111]
- 富山県立八尾高等学校「100周年記念映像」（2023年）監督 : 今村圭佑[112]
- 映画「青春18×2 君へと続く道」写真集（2024年）[113]
- ショートフィルム「叉鬼 MATAGI」（2024年）出演 : 森田剛 監督 : OSRIN[114]
- 大河ドラマ「べらぼう」メインビジュアル（2024年）[115]

## 受賞
- 第2回映画のまち調布賞 撮影賞『新聞記者』[116]
- おおさかシネマフェスティバル2020 撮影賞『ホットギミック ガールミーツボーイ』[117]